# NGC 4231
NGC 4231 ist eine linsenförmige Radiogalaxie vom Hubble-Typ S0/a im Sternbild Jagdhunde am Nordsternhimmel. Sie ist schätzungsweise 334 Millionen Lichtjahre von der Milchstraße entfernt und hat einen Durchmesser von etwa 140.000 Lichtjahren. Vom Sonnensystem aus entfernt sich die Galaxie mit einer errechneten Radialgeschwindigkeit von näherungsweise 7.400 Kilometern pro Sekunde. Gemeinsam mit NGC 4232 bildet sie das gravitativ gebundene Galaxienpaar Holm 356.
Das Objekt wurde am 9. März 1788 von Wilhelm Herschel entdeckt.

## Galaktisches Umfeld
| Nr. | Galaxie          | Alternativname            | Rek           | Dek           | Distanz/asec |
| --- | ---------------- | ------------------------- | ------------- | ------------- | ------------ |
| →   | NGC 4231         | LEDA/PGC 39354            | 12h16m48.868  | +47d27m26.59  | 0            |
| 1   | NGC 4232         | LEDA/PGC 39353            | 12h16m49.028s | +47d26m19.69s | 66.86        |
| 2   | LEDA/PGC 2300116 | WISEA J121645.73+473243.6 | 12h16m45.710s | +47d32m43.30s | 318.08       |
| 3   | LEDA/PGC 2300151 | 2MASX J12165578+4732528   | 12h16m55.830s | +47d32m52.55s | 333.61       |
| 4   | LEDA/PGC 213962  | 2MASX J12164625+4721388   | 12h16m46.427s | +47d21m39.42s | 347.91       |
| 5   | LEDA/PGC 2300125 | WISEA J121704.56+473239.8 | 12h17m04.552s | +47d32m39.87s | 351.42       |
| 6   | LEDA/PGC 2296601 | 2MASX J12171341+4720478   | 12h17m13.430s | +47d20m48.10s | 470.23       |
| 7   | LEDA/PGC 2299122 | 2MASX J12173965+4729229   | 12h17m39.694s | +47d29m22.90s | 528.33       |
| 8   | LEDA/PGC 2299877 | 2MASX J12155694+4731521   | 12h15m56.934s | +47d31m51.96s | 589.44       |
| 9   | LEDA/PGC 2299019 | 2MASX J12174676+4728589   | 12h17m46.761s | +47d28m59.22s | 594.32       |
| 10  | LEDA/PGC 2300032 | 2MASX J12155774+4732249   | 12h15m57.756s | +47d32m25.32s | 598.77       |
| 11  | LEDA/PGC 2299404 | 2MASX J12155774+4732249   | 12h15m57.756s | +47d32m25.32s | 605.37       |
| 12  | LEDA/PGC 2297038 | WISEA J121741.17+472226.2 | 12h17m41.154s | +47d22m26.29s | 609.92       |
| 13  | NGC 4248         | LEDA/PGC 39461            | 12h17m49.847s | +47d24m33.11s | 642.58       |
| 14  | LEDA/PGC 3087510 | 2MASX J12161621+4718150   | 12h16m16.268s | +47d18m15.53s | 642.87       |
| 15  | LEDA/PGC 2295162 | 2MASX J12162525+4715400   | 12h16m25.380s | +47d15m41.20s | 744.65       |